# Turkije op het Eurovisiesongfestival 1992
Turkije deed mee aan het Eurovisiesongfestival 1992 in Malmö, Zweden. Het was de 15de deelname van het land op het Eurovisiesongfestival. Het lied werd gekozen door middel van een nationale finale. 

## Selectieprocedure
De kandidaat voor Turkije op het Eurovisiesongfestival werd gekozen door een nationale finale  in de studio's van de nationale omroep TRT. De winnaar werd gekozen door 8 regionale jury's.
| Volgorde | Artiest                         | Lied                   | Punten | Plaats |
| -------- | ------------------------------- | ---------------------- | ------ | ------ |
| 1        | Melis Sökmen and Ercüment Vural | "Dön Gen"              | 62     | 3      |
| 2        | Candan Erçetin and Sinan Erkoç  | "Ben Seni Isterim"     | 26     | 8      |
| 3        | Ayse Gencer                     | "Simdi Nerdesin"       | 0      | 13     |
| 4        | Savas, Sonat and Seda Bagcan    | "Sen Misin"            | 7      | 12     |
| 5        | Aylin Vatankoş                  | "Yaz Bitti"            | 81     | 1      |
| 6        | Grup Piramit                    | "Yüzde Yüz"            | 25     | 9      |
| 7        | Grup Bis                        | "Son Defa"             | 28     | 7      |
| 8        | Safak Yaprak                    | "Inanmam Ki"           | 59     | 4      |
| 9        | Sebnem Özsaran                  | "Nerdesin"             | 35     | 6      |
| 10       | Grup 13.30                      | "Dans Et"              | 69     | 2      |
| 11       | Sinan Erkoç                     | "Bu Gece"              | 21     | 10     |
| 12       | Ibo                             | "Ölüm"                 | 13     | 11     |
| 13       | Cihan Okan                      | "Cagirsam Gelir Misin" | 38     | 5      |

## In Malmö
In Zweden trad Turkije als 4de land aan,  net na Israël en voor Griekenland. Op het einde van de stemming bleek dat ze 17 punten gekregen hadden en dat ze daarmee op de 19de plaats eindigden. 
Van België  en Nederland kreeg het geen punten.

### Gekregen punten

#### Finale
| 12 punten | 10 punten | 8 punten  | 7 punten | 6 punten      |
| --------- | --------- | --------- | -------- | ------------- |
|           |           | - Malta   |          | - Joegoslavië |
| 5 punten  | 4 punten  | 3 punten  | 2 punten | 1 punt        |
|           |           | - Ierland |          |               |

### Punten gegeven door Turkije

#### Finale
Punten gegeven in de finale:
| 12 punten | Ierland             |
| 10 punten | Verenigd Koninkrijk |
| 8 punten  | Griekenland         |
| 7 punten  | Nederland           |
| 6 punten  | Joegoslavië         |
| 5 punten  | Italië              |
| 4 punten  | België              |
| 3 punten  | Frankrijk           |
| 2 punten  | Israël              |
| 1 punt    | Spanje              |